# Кулалаев, Павел Николаевич
Па́вел Никола́евич Кулала́ев (12 января 1974) — российский футбольный судья региональной категории, получивший известность после скандального матча чемпионата России 2006 года «Томь» — «Спартак» (Москва).

## Карьера
В молодости занимался футболом, но не смог выйти на уровень выше первенства области. Судит матчи с 1995 года. С момента создания в 2001 году турнира дублёров РФПЛ судил его матчи.
11 октября 2001 года обслуживал матч зоны «Юг» Второго дивизиона между ростовским СКА и махачкалинским «Динамо». После того, как он на третьей добавленной минуте при счете 2:2 назначил пенальти в ворота «Динамо», на поле началась потасовка: пять минут Кулалаев убегал от махачкалинцев, милиция и ОМОН не смогли обезопасить его, и, в итоге, на защиту судьи встали присутствовавшие на игре военные. После возобновления игры и реализации одиннадцатиметрового динамовцы опять начали погоню за Кулалаевым, которого силовые структуры под конвоем смогли увести в подтрибунное помещение. 17 октября бюро КДК после рапорта инспектора матча Виктора Акопяна о физическом воздействии на Кулалаева дисквалифицировало игрока махачкалинского «Динамо» Анатолия Мынзу без определения срока.
Дебют в премьер-лиге для Кулалаева оказался неожиданным. Московская бригада судей во главе с Валентином Ивановым из-за тумана не смогла прибыть в Волгоград на матч 29-го тура чемпионата 2002 года между «Ротором» и «Ураланом». Тогда были собраны четыре местных судьи, которым предложили самим определить, кто из них сможет провести игру. Кулалаев решил, что ему нечего терять, и решил воспользоваться шансом.
В матче 26-го тура второго дивизиона сезона 2004 между «Машуком-КМВ» и ставропольским «Динамо» назначил три пенальти в ворота гостей, что обернулось скандалом.
В сезоне 2005 года был включён в резерв ассистентов Премьер-лиги и благодаря этому провёл несколько матчей чемпионата в качестве линейного судьи. В том же сезоне во втором дивизионе провёл два резонансных матча. После встречи 3-го тура между «Автодором» и «Краснодаром-2000» кубанцы, уступившие со счётом 0:2, подали на судейство Кулалаева протест, насчитав в его действиях четыре результативные ошибки. В матче 18-го тура Кулалаев установил рекорд сезона, показав пять красных карточек за 22 минуты в матче между «Судостроителем» и СКА.
29 марта 2006 года в матче первого дивизиона между «Факелом» и «СКА-Энергией» (0:1), по мнению проигравших, не назначил в ворота «армейцев» два пенальти, а решающий одиннадцатиметровый в пользу гостей поставил неверно.
13 мая 2006 года провёл второй для себя матч в Премьер-лиге в качестве главного судьи, обслужив игру 9-го тура между «Шинником» и «Спартаком-Нальчик». Следующий матч на этом уровне, проведённый 16 июля, завершился скандалом, на пять лет выведшим Кулулаева из судейской «элиты». В матче 11-тура между «Томью» и московским «Спартаком» (2:2) Кулалаев был назначен после самоотвода Николая Иванова. Он был обвинён в предвзятости представителями «Спартака», после чего впервые в карьере был дисквалифицирован и отстранён от игр всех профессиональных лиг страны, а по запросу первого заместителя председателя Комитета Государственной думы по безопасности Михаила Гришанкова проверкой по этому скандалу занялось УБЭП.
В итоге сам Кулалаев признал ряд ошибок, а прокуратура не нашла в его поступках злого умысла. Будучи временно отстранённым от профессионального футбола, он судил игры областного первенства. В июне 2007 года совет Коллегии судей включил его в список резервных судей второго дивизиона.
С сезона 2011/12 был включён в список линейных судей Премьер-лиги.
Помимо судейства работал инструктором спортклуба Волжского трубного завода.
Окончил Волгоградский государственный институт физической культуры
Работал доцентом кафедры «Физическое воспитание» Волгоградской государственной архитектурно-строительной академии (1995—2013). Учитель физической культуры в школах № 2127, № 2048 (Москва).

## Личная жизнь
Женат, имеет ребёнка.